# Estrela da Manhã (livro)
Estrela da Manhã é um importante poema representativo da literatura contemporânea brasileira, escrito por Manuel Bandeira. O poema traz em si um tom melancólico, sendo expressivamente lírico-amoroso, provavelmente o que mais se enquadra nessa característica dentre o Modernismo. A obra relata a mulher difícil, inatingível e, em alguns momentos, decadente, que com o seu corpo preenche a imaginação de um Bandeira carnal e viril como nunca se viu antes. O tom sugestivo, denso e até mesmo erótico traz no poema a visão de dois mundos: um material, da realidade que é visível nas ruas e em qualquer esquina, e o mundo do sonho, o ideal, onde se encontra o que está por ser conquistado.
Estrela da Manhã é o título de um poema que dá nome a um livro do poeta brasileiro Manuel Bandeira de 1936.
Os versos de Estrela da Manhã marcam uma nova fase do autor, a terceira; na sua primeira, ele adere ao modernismo, em 1924; na segunda (1930), mostra estar completamente adepto ao movimento modernista e, com este, mostra que ele está disposto a misturar o velho com o novo, criando assim um "caminho próprio" no âmbito da poesia brasileira.
A metáfora “estrela” é comumente utilizada nas poesias de Bandeira e pode representar a frustração – no sentido de ser algo belo, porém inalcançável –, a própria poesia, a plenitude e, no caso da obra em questão, a imagem da mulher desejada, enquanto a enumeração caótica das imagens tem por finalidade retratar o desconcerto amoroso. Manuel Bandeira não deixa claro em “A Estrela da Manhã” se está se referindo a uma prostituta, uma mulher madura e experiente que se torna objeto de seu desejo, ou ainda sua própria vida que, por causa da doença, foi forçado a abdicar. Para os literalistas, a primeira opção certamente seria a escolhida, já que o eu-lírico se mostra desesperado atrás dela, agindo até mesmo como “suicida”, "assassino”, e “ladrão”, querendo-a a qualquer custo. Critica-se ainda a sociedade tida como hipócrita, já que todos pecam com ela, desde os mais marginalizados (retratados como “malandros”), as pessoas com ideia de repulsa e asco (retratadas pelo “leproso”) e até mesmo o clero (retratado pelo “padre” e “sacristão”), embora o eu-lírico seja o único que possui a audácia de admitir-se louco por ela. Ele reconhece a falta de respeito que ela sofre perante a sociedade (principalmente ao dizer que é para falarem a ela que ele é “homem sem orgulho”, que aceita qualquer coisa), mas no fim, omite o verbo em “depois pecai comigo” por “depois comigo”, como se com ele não houvesse pecado, demonstrando que ele lhe diria ternuras, a trataria com carinho e respeitaria.O poema poderia ser até mesmo, tido como uma crítica ao romantismo que colocava a mulher num pedestal, que a idealizava. Ele lhe atribuía importância no momento em que desesperava por ela, mas não a idealizava. Na quinta e sexta estrofe existe uma paródia da ladainha para a Virgem Maria, em forma de ladainha para celebrar a mulher desejada, fazendo-lhe uma invocação com intensidade e até certo delírio em sua confissão amorosa. O eu-lírico é definido como um homem de extrema simplicidade, que supera tudo, espera tudo, suporta tudo, e cria assim uma cena utópica.
A obra possuía tamanha importância para Manuel que, ao lançar um livro homônimo com 50 anos de idade, foi com os versos deste poema escrito em 1936 que ele abriu seu livro. A tiragem inicial foi de apenas 47 unidades que haviam sido previamente encomendadas.

### O Poema
A Estrela da Manhã
Eu quero a estrela da manhã
Onde está a estrela da manhã?
Meus amigos meus inimigos
Procurem a estrela da manhã
Ela desapareceu ia nua
Desapareceu com quem?
Procurem por toda a parte
Digam que sou um homem sem orgulho
Um homem que aceita tudo
Que me importa? Eu quero a estrela da manhã
Três dias e três noites
Fui assassino e suicida
Ladrão, pulha, falsário
Virgem mal-sexuada
Atribuladora dos aflitos
Girafa de duas cabeças
Pecai por todos pecai com todos
Pecai com os malandros
Pecai com os sargentos
Pecai com os fuzileiros navais
Pecai de todas as maneiras
Com os gregos e com os troianos
Com o padre e com o sacristão
Com o leproso de Pouso Alto
Depois comigo
Te esperarei com mafuás novenas cavalhadas
comerei terra e direi coisas de uma ternura tão simples
Que tu desfalecerás
Procurem por toda parte
Pura ou degradada até a última baixeza
eu quero a estrela da manhã